# 劳动灭绝

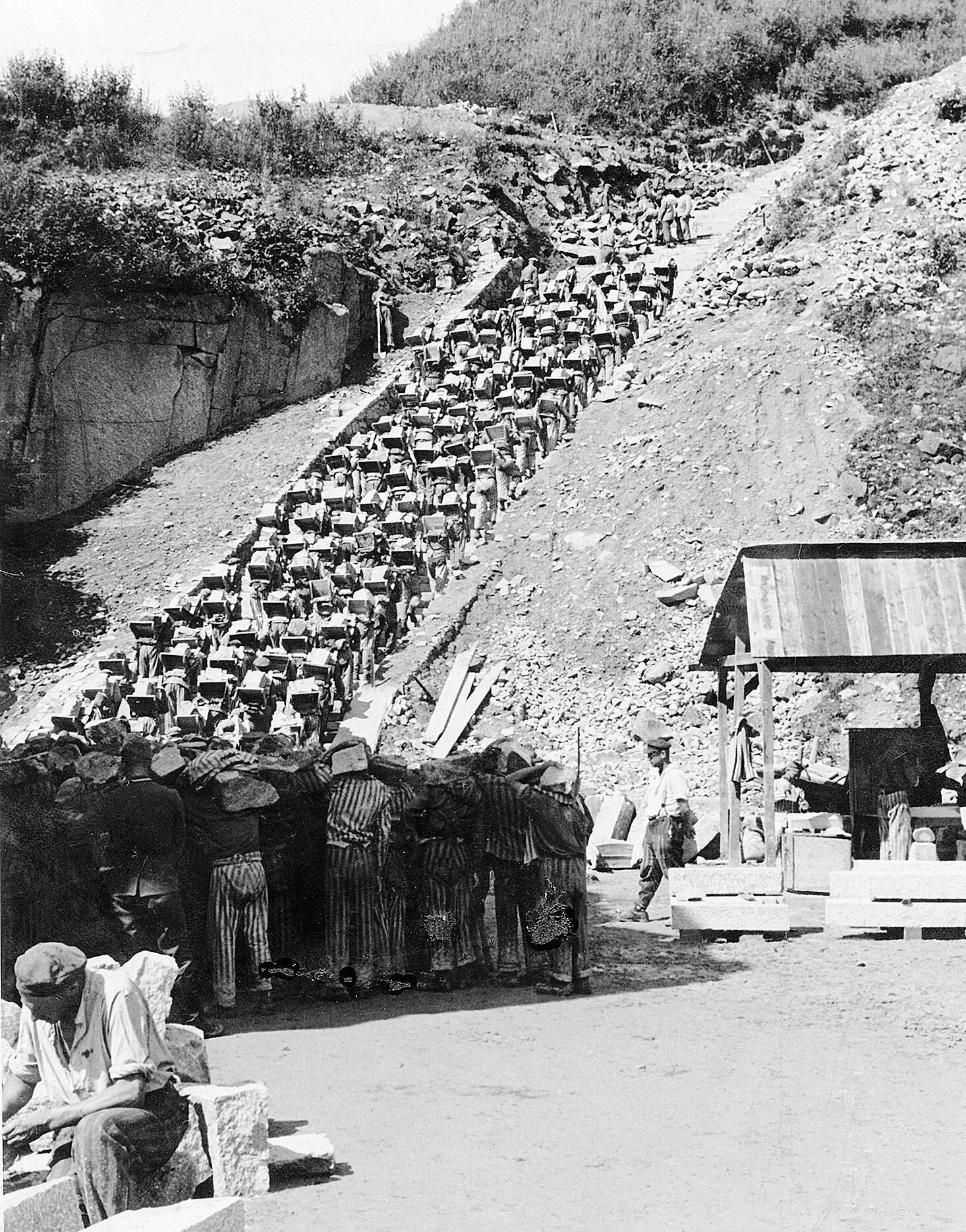
上奧地利州毛特豪森-古森集中營採石場的「死亡樓梯」，囚犯們被迫將沉重的石頭搬上樓梯，在虛弱的狀態下，很少有囚犯能夠在長時間繁重的勞動中堅持下來

劳动灭绝（德語：Vernichtung durch Arbeit）指纳粹集中营中的强迫劳动。集中营中的囚犯被关押在非人道的环境中，死亡率很高；在某些集中营中，大多数囚犯在被监禁后几个月内即会死亡。在21世纪，由于各个集中营的条件差异很大，相关研究开始质疑纳粹集中营系统中是否存在通过劳动灭绝的普遍政策。德国历史学家延斯·克利斯蒂安·瓦格纳认为，集中营系统涉及对一些囚犯进行强迫劳动和对其他囚犯（尤其是犹太人）的系统性谋杀，这两类群体之间的重叠有限。
有些作家如亚历山大·索尔仁尼琴认为苏联的古拉格制度也是一种通过劳动灭绝的形式。 也有观点认为毛泽东时代中国的劳改制度属于劳动灭绝。